# Stora Öretjärnen, Bohuslän
Stora Öretjärnen är en sjö i Tanums kommun i Bohuslän och ingår i Enningdalsälvens huvudavrinningsområde. Sjön är 9,2 meter djup, har en yta på 0,184 kvadratkilometer och befinner sig 149,2 meter över havet. Vid provfiske har abborre och gädda fångats i sjön.

## Delavrinningsområde
Stora Öretjärnen ingår i det delavrinningsområde (653276-125689) som SMHI kallar för Mynnar i Norra Bullaresjön. Medelhöjden är 148 meter över havet och ytan är 24,66 kvadratkilometer. Det finns inga avrinningsområden uppströms utan avrinningsområdet är högsta punkten. Vattendraget som avvattnar avrinningsområdet har biflödesordning 2, vilket innebär att vattnet flödar genom totalt 2 vattendrag innan det når havet efter 19 kilometer. Avrinningsområdet består mestadels av skog (84 %). Avrinningsområdet har 1,16 kvadratkilometer vattenytor vilket ger det en sjöprocent på 4,7 %.